# Schizomavella umbonata
Schizomavella umbonata is een mosdiertjessoort uit de familie van de Bitectiporidae. De wetenschappelijke naam van de soort is voor het eerst geldig gepubliceerd in 1860 door Busk.